# SMS Kaiser Karl der Große
Pour les autres navires du même nom, voir SMS Kaiser.
Le SMS Kaiser Karl der Große (en référence à Charlemagne) est un bateau de la classe Kaiser Friedrich III du type pré-Dreadnought, appartenant à la marine impériale allemande.
Il a été lancé le 18 octobre 1899.